# Музей гончарства (Вишгород)
Музей гончарства — музей, відкритий 2006 року в Вишгороді на Київщині. Один із провідних структурних підрозділів Вишгородського державного історико-культурного заповідника. 

## Історія створення
Під час будівництва Київської ГЕС у середині ХХ ст. виявили велику ділянку на якій розташовувався гончарний центр Стародавнього Вишгорода. Археологи встановили, що у ХІ ст. тут на території 5 — 6 га діяло близько 250—300 горнів. Є припущення про те, що тут виготовляли мірний посуд для оподаткування. Під час будівництва значна частина знахідок була знищена. На їхньому місці нині багатоповерхівки, гаражі, приватні садиби.

## Експозиція музею
Експозиція музею — єдиний вцілілий гончарний горн давнього Вишгорода, над яким споруджено павільйон, а також різні археологічні знахідки, безліч глиняних виробів, квітів, рушників, виробів з лози. Тут можна побачити зразки кераміки, починаючи від епохи неоліту, трипільської культури та Київської Русі і закінчуючи сучасністю. В музеї є колекція посуду Межигірської фаянсової фабрики — підприємства, де вперше застосували техніку друку на посуді, човни-довбанки, борті.
Музей знайомить із Вишгородом як значним історичним осередком гончарських традицій — від доби Київської Русі і до сьогодення. Зараз у музеї працює справжній гончарний круг, а щочетверга відвідувачі можуть пройти майстер-клас разом із досвідченими гончарями і зробити собі глечика, тарілку, іграшку абощо — на приємну згадку про відвідання Вишгородського Музею гончарства.

## Галерея

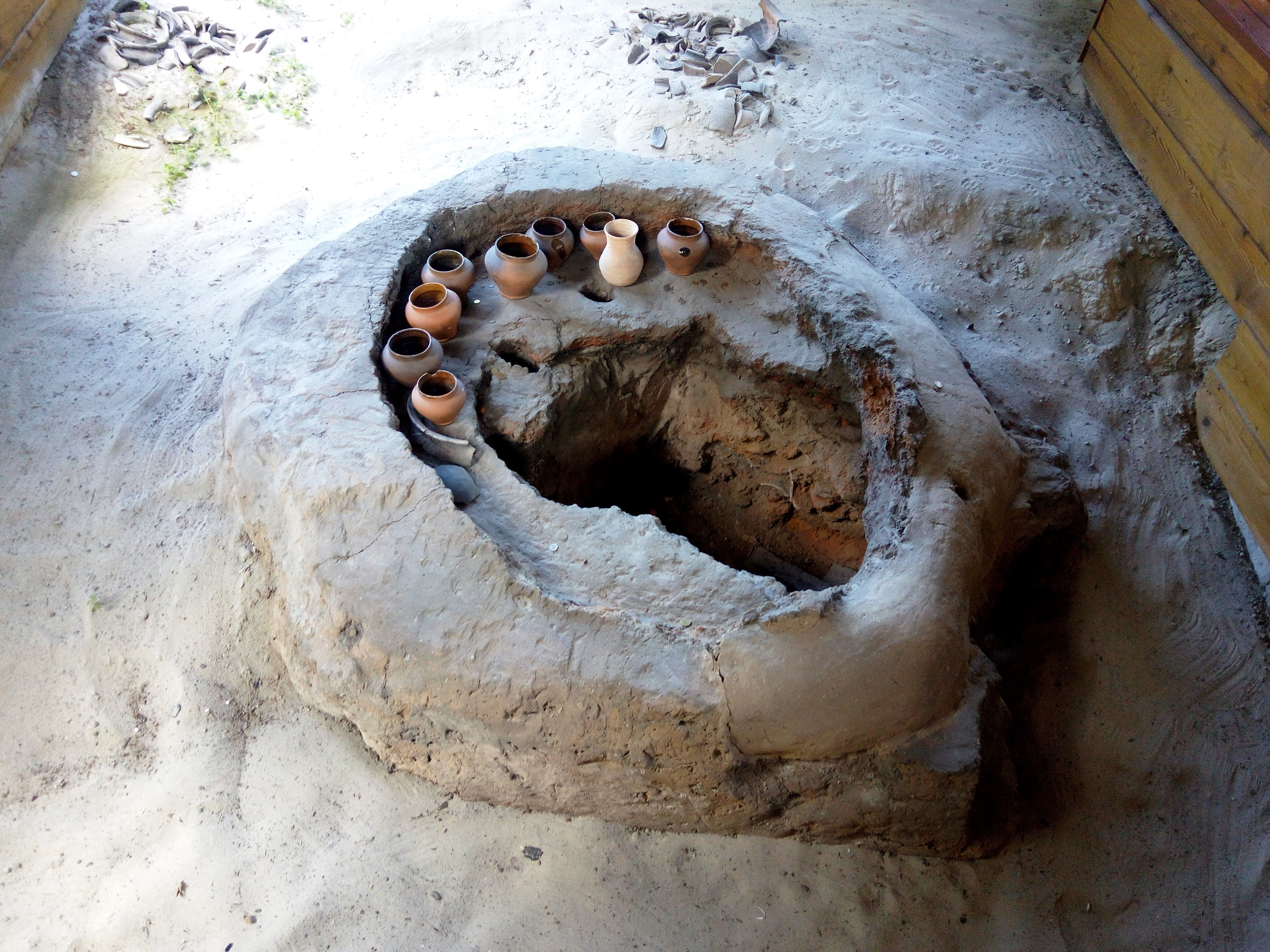
Гончарна піч
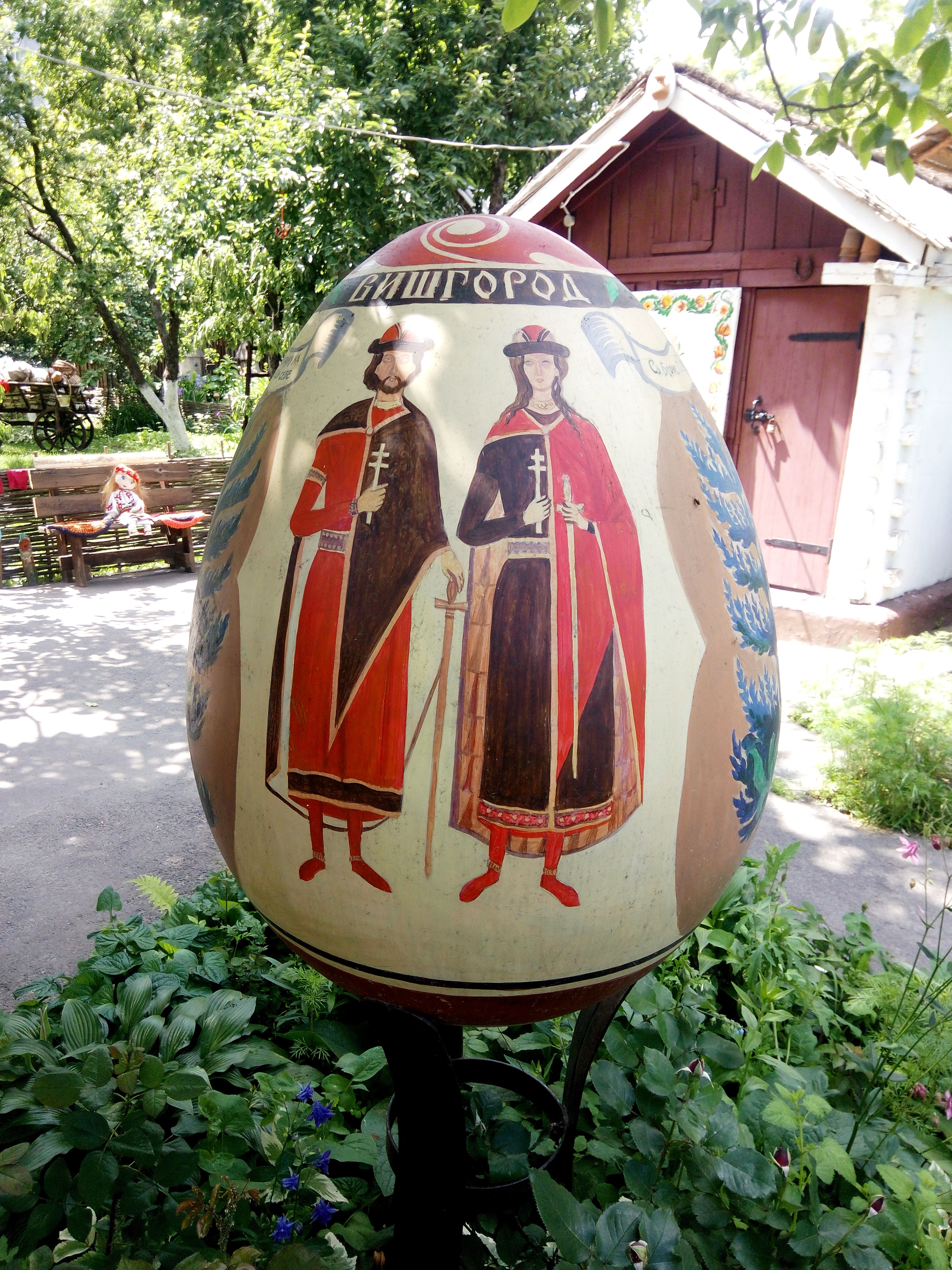
Писанка
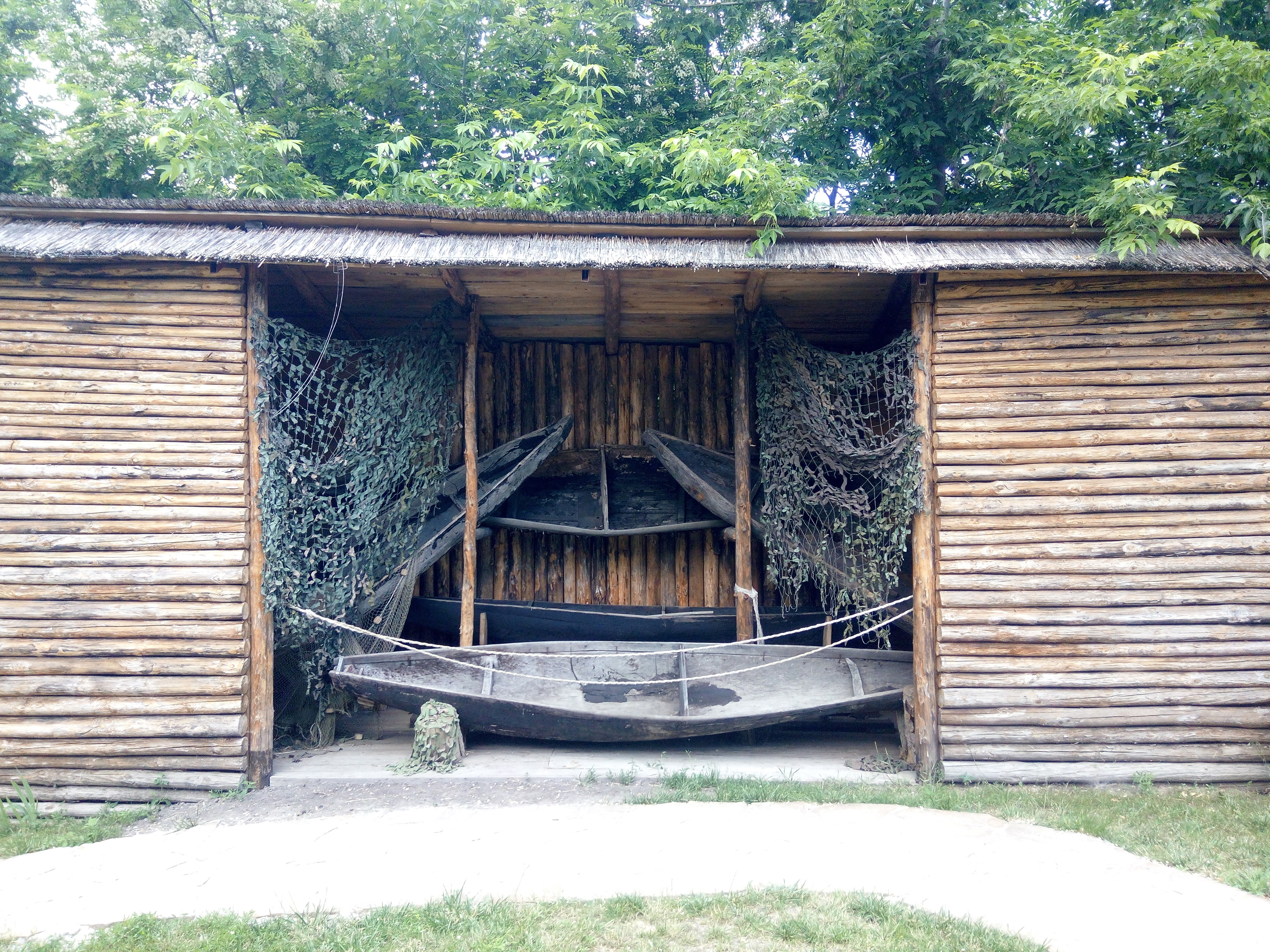
Човни-довбанки
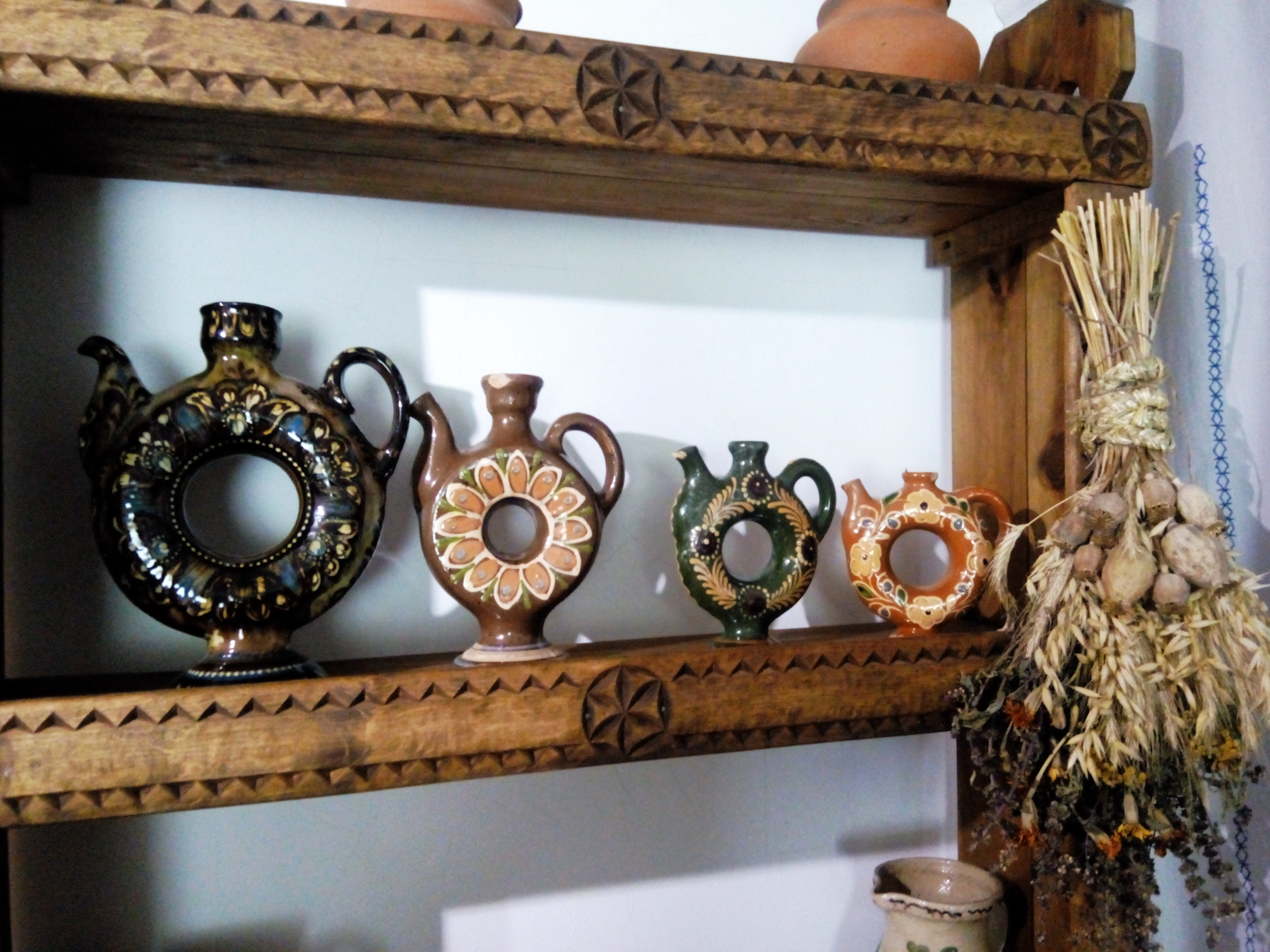
Куманці
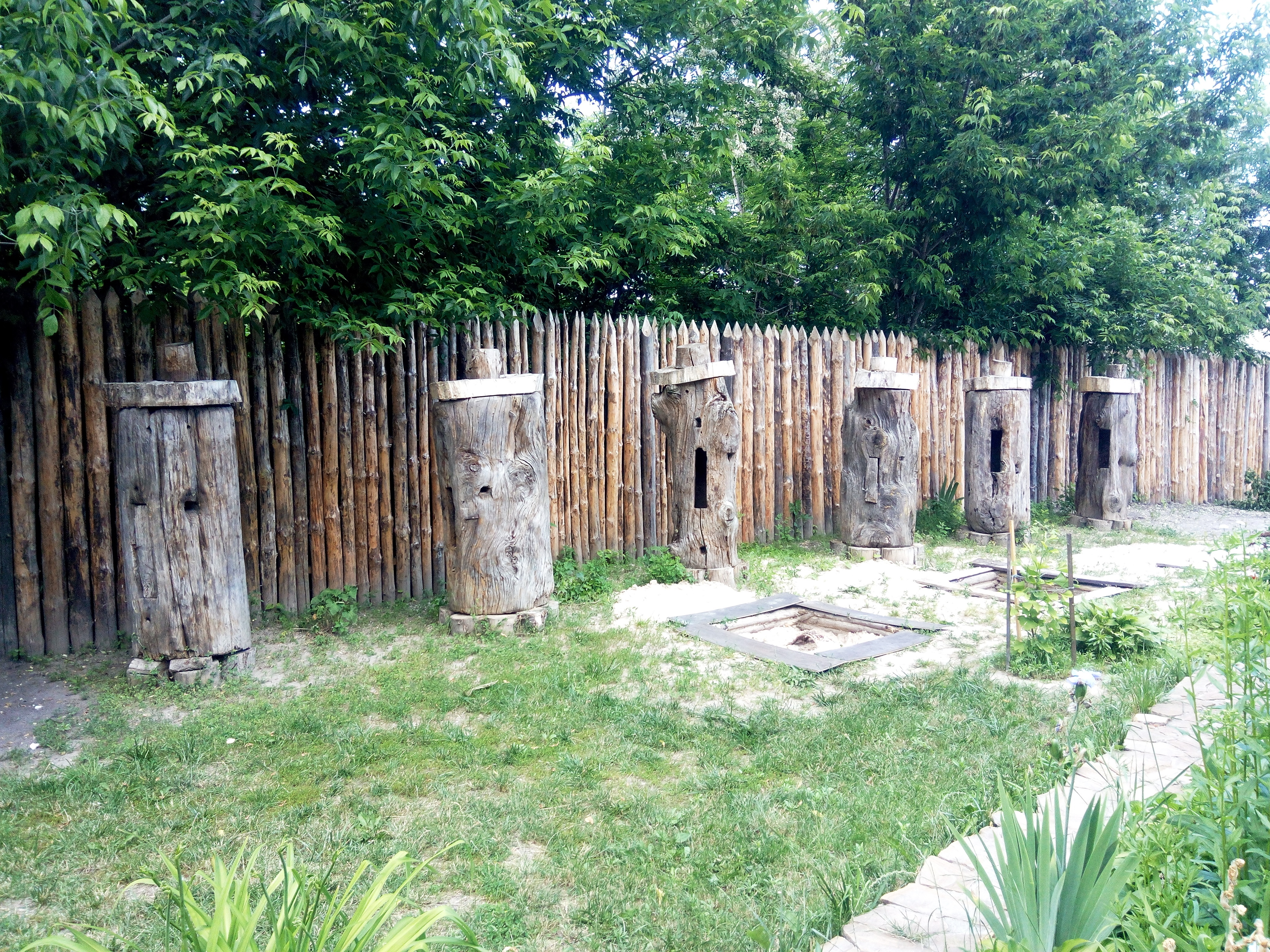
Борті